# Myonycteris torquata
Myonycteris torquata är en fladdermus som beskrevs 1878 av George Edward Dobson. Arten ingår i släktet Myonycteris och familjen flyghundar. Inga underarter finns listade.

## Utseende
Hannar är med en genomsnittlig längd (inklusive svans) av 11,2 cm och en vikt av cirka 40 g lite större än honor. Honor är med svans 10,2 till 10,5 cm långa och ungefär 34 g tunga. Själva svansen är bara en liten stubbe och flyghundens vingspann ligger vid 29 cm. Kännetecknande är en krage av grova ljusa hår kring halsen. På ovansidan kan pälsfärgen variera mellan ljusbrun, mörkbrun, rödbrun och gulbrun. Tårna vid bakfötterna är sammanlänkade med hud. Några hår som ligger nära en körtel är tjocka och grova liksom en kotte. Antagligen får de formen av körtelvätskan.

## Utbredning
Denna flyghund har två från varandra skilda utbredningsområden i västra och centrala Afrika. Ena området sträcker sig från östra Guinea och Sierra Leone till sydcentrala Niger och det andra från Kamerun, Centralafrikanska republiken och Sydsudan i norr till norra Angola i syd. Arten vistas i låglandet och i kulliga områden. 

## Ekologi
Habitatet utgörs främst av tropiska regnskogar. Myonycteris torquata uppsöker även savanner med trädansamlingar och stadsparker.
Individerna vilar ensam eller i små flockar. Flera hanar flyttar till ett annat revir när de blir könsmogna.
Myonycteris torquata är aktiv på natten och äter främst frukt av växter från sheanötsträdet, banansläktet, från släktet skattor samt guava och mango. Den tar även nektar från afrikanskt tulpanträd, kapok och Parkia timoriana som föda. Fortplantningstidens längd är beroende på utbredning. I några regioner föds de flesta under regntiderna mellan augusti och september samt mellan februari och mars. Hannarna flyttar till savannen innan ungarna föds. Troligen föder honan bara en unge per kull.
Regionala populationer påverkas negativ av landskapsförändringar. Hela populationen antas vara stabil. IUCN kategoriserar arten globalt som livskraftig.